# فردا داوی
فردا داوی (انگلیسی: Freda Dowie؛ زادهٔ ۲۲ ژوئیهٔ ۱۹۲۸ - درگذشته ۱۰ اوت ۲۰۱۹) هنرپیشه اهل انگلستان است. 

## بخشی از فیلمشناسی
از فیلم‌ها یا برنامه‌های تلویزیونی که وی در آن نقش داشته‌است می‌توان به طالع نحس و پوآرو اشاره کرد.